# Varnavino
Varnavino (in russo Варна́вино?) è un insediamento di tipo urbano della Russia europea centro-orientale, nell'oblast' di Nižnij Novgorod, centro amministrativo del rajon Varnavinskij.
Si trova sulla riva destra del fiume Vetluga, 185 km a nord di Nižnij Novgorod.